# Wong Fei-hung
 (décembre 2020).
Si vous disposez d'ouvrages ou d'articles de référence ou si vous connaissez des sites web de qualité traitant du thème abordé ici, merci de compléter l'article en donnant les références utiles à sa vérifiabilité et en les liant à la section « Notes et références ».
Pour les articles homonymes, voir Wong et Huang.
Wong Fei-hung, aussi écrit Huang Feihong (chinois traditionnel : 黃飛鴻 ; simplifié : 黄飞鸿; pinyin : huáng fēihóng ; cantonais Yale : wòhng fēihùhng) (9 juillet 1847-17 avril 1925), est un pratiquant d'arts martiaux chinois, pratiquant de médecine traditionnelle chinoise, acupuncteur et révolutionnaire, qui devint un héros populaire chinois et le personnage de nombreuses séries télévisées et films. 
Il est célèbre notamment pour sa contribution dans le domaine des arts martiaux, à travers le style hung-gar ou hongjia quan. Il est l'un des Dix Tigres de Canton (en), regroupant les meilleurs combattants.

## Biographie

### Famille et jeunesse
Wong Fei-hung est né en 1847 dans le district de Nanhai dans la province du Guangdong dans une famille respectée et célèbre d'anciens pratiquants de kung-fu. Son père, Wong Kay-Ying, est médecin et pratiquant d'arts martiaux et dirige Po Chi Lam, une clinique réputée pour s'occuper de tout le monde, même de ceux qui n'ont pas les moyens de payer les soins. 
Wong Fei-hung apprend la médecine traditionnelle chinoise auprès de son père. Son père est d'abord réticent à lui enseigner le hung-gar. Wong Fei-hung apprend auprès du maître de son père, son oncle Luk Ah Choi, avant que son père prenne la relève de l'enseignement.

### Vie
Âgé d'une vingtaine d'années, Wong Fei-hung est déjà célèbre comme médecin et pratiquant d'arts martiaux. Il invente un style mêlant tigre et grue, et développe un enchaînement, les « dix formes de poing ».
Il devient très vite connu et respecté pour sa forte personnalité, son honnêteté et ses valeurs morales. Sa célébrité l’amènera à devenir l’instructeur de l’armée de Canton ainsi que le dirigeant de la milice civile. Il aurait acquis son renom de héros après avoir combattu et vaincu à lui seul un gang de trente-six hommes de la secte du lotus blanc. Sans compter ses compétences en kung-fu et en médecine, il était également célèbre pour l’excellence de sa danse du lion et on faisait référence à lui comme le « Roi des lions » où il représenta l’école de son père au grand tournoi de Pékin.

### Décès
Wong Fei-hung meurt à 77 ans le 17 avril 1925 à l'hôpital de proximité de Chengxi à Canton.

### Famille et héritage
Il s'est marié quatre fois et a eu beaucoup d'enfants.
Son fils Wong Hawn-Sum a suivi ses pas dans la défense des opprimés. Il a été tué par balle par le gang Dai Fin Yee. Son père, ravagé par sa perte, jure de n'enseigner ses techniques à aucun de ses neuf autres fils.
Wong Fei-hung a cependant eu beaucoup d'étudiants exceptionnels. L'un des plus célèbres de ses étudiants qui a continué les enseignements de son maître était Lin Shirong ou Lam Sai Wing. Il a eu deux autres excellents étudiants Leung Foon et Ling Wan'gai. Cependant ils sont morts jeunes et n'ont jamais eu d'étudiants âgés.

### Portrait
Il est bon de noter qu'il n'existe pas de portrait de Wong Fei-hung et que la photo qui circule (comme ici) sur internet est celle de l'un de ses fils qui lui ressemblait le plus. En effet, la maison où il habitait ayant été brûlé par un gang rival de Foshan, les photos le furent également. Un éditeur pris une photo avec l'accord de la femme de Wong Feihong de l'un de ses fils en ayant le devoir de bien dire la ressemblance et non que c'était celle de son mari. L'éditeur (M. Leung) a, semble-t-il, omis cette anecdote.

## Techniques d'entraînement

### Description
Les techniques et les méthodes d’entraînement du style hung-gar n'ont que très peu évolué au cours des siècles. Ce style repose sur l'étude de cinq animaux : le tigre, la grue, le léopard, le dragon et le serpent. Chaque animal a ses propres caractéristiques en fonction de ses qualités et de son importance. Le tigre correspond à la puissance, à la force et au courage ; la grue à l'agilité et à la vigilance ; le léopard à la vitesse ; le dragon au contrôle et à la qualité spirituelle ; le serpent à la puissance et à la force intérieure.
Wong Fei-hung invente le Fu Hok Sok Ying Kuen, également connu sous le nom de style du « tigre et de la grue » ou « tiger-crane » double pattern fist form. Il crée aussi le sup juet sao, connu sous le nom de ten killing hands ou ten special fists, une technique qui combine 10 positions de combat individuel : dragon, tigre, grue, serpent, léopard, bois, métal, terre, feu et eau.
Le sup juet sao est issu du fu hok sok ying kuen. C’est une série de dix principes que Huang Feihong pense être les méthodes destructrices les plus efficaces du hung-gar. Son efficacité a permis à Huang de devenir un véritable héros en Chine en ne perdant jamais un combat de toute sa vie. Ces grands principes sont : attaquer les yeux, couper la respiration, casser le visage, exploser les oreilles, briser les reins, tordre les tendons, casser les doigts, disloquer les articulations, casser les coudes et troubler le système nerveux. Cette technique étant trop dangereuse, elle n’était enseignée qu’à un nombre restreint de disciples.
Wong Fei-hung semble avoir également été doué pour le maniement des armes, sa spécialité étant le bâton long de bois, avec lequel il a vaincu le gang d'une trentaine de combattants, et le trident (southern tiger fork).

### Maîtres de Huang Feihong
Hong Xiguan est le fondateur du Hung gar. Il a été un élève direct de Zhi Shan un moine du temple Shaolin du Nord de la province de Henan. Au XVIIIe siècle, ce temple fut détruit par des troupes gouvernementales. De nombreux moines trouvèrent alors refuge au temple de Fujian dans le sud de la Chine. Hong Xiguan, simple marchand d’épices, s'y réfugia également pour échapper aux persécutions politiques dont il était victime à cause de ses croyances. Il y reçut l'enseignement de Zhi Shan. Il décide d’ouvrir une école de kung-fu dans la province du Guangdong. À cause des persécutions qu'il a subies, il n'appelle pas son système de combat shaolin gong fu mais hung-gar. 
Le père de Wong Fei-hung était élève d'un autre disciple de Zhi Shan, Lu Acai ou Luk Ah Choy.

## Films sur Wong Fei-hung
- Wong Fei-hung est considéré comme le Robin des Bois chinois, est devenu un héros légendaire et de nombreux films hong-kongais sont basés sur son histoire. Au total, plus de cent films traitent de l’histoire de Wong Fei-hung mais seuls huit acteurs ont joué ce rôle.
- Kwan Tak-hing est le premier à incarner ce héros au cinéma en 1949. Il joua ce rôle dans une série pendant vingt et un ans, créant la plus longue série de l’histoire du cinéma avec plus de quatre-vingt-cinq films. Il continua à jouer ce rôle dans quelques films pendant encore onze ans.
- Jackie Chan l'a interprété dans Le Maître chinois (1978) et sa suite Combats de maître (1994). Plus récemment, dans Le Tour du monde en quatre-vingts jours (2004), son personnage de Passepartout est secrètement le frère de Wong Fei-hung, ce dernier étant joué par son ami Sammo Hung.
- Jet Li l'incarna dans les épisodes 1, 2, 3 et 6 des films Il était une fois en Chine. Dans le 4 et le 5, il est remplacé par Chiu Man Cheuk. Il l'aura également interprété dans Les Griffes d'Acier.
- Donnie Yen dans Hero among Heroes. Il avait également joué le père de Wong Fei-hung dans Iron Monkey : La légende démasquée, de Yuen Woo Ping. Le jeune Huang était joué par Sze-Man Tsang.
- Gordon Liu dans le combat des maîtres.